# Franco Balli
Franco Balli (1944 – 2003) è stato un avvocato e giurista italiano.

## Biografia
Avvocato in Bologna e teorico di diritto amministrativo si è occupato di comparazione delle legislazioni europee, snellimento della burocrazia degli enti locali, parità di accesso ai mezzi di comunicazione nel corso delle campagne elettorali su riviste specializzate, bollettini di categoria, periodici, quotidiani nazionali e libri. 
Tra le monografie raccolte in volume da ricordare quella pubblicata negli Annali dell'Università di Ferrara nel 2005 sulla legge 11 febbraio 1994, n. 109 (legge quadro sui lavori pubblici): a fronte di un decreto legge reiterato, ma di scarsa efficacia, incominciava allora quel problematico percorso di ritocchi normativi che l'avrebbero caratterizzata anche negli anni successivi, facendone una legge di impianto complessivamente precario e povero di “norme-quadro” come testimoniano le tre grandi riforme del 1995, del 1998 e del 2002 (c. d.Merloni bis, ter e quater Legge Merloni). Consapevole della storicità delle esigenze che ispirarono la legge, a ridosso delle note vicende dei primi anni novanta, il testo polemico nei confronti di un quadro normativo caotico, si è segnalato come una voce dissonante in un contesto dottrinale immaturo. Nel contempo, ha preconizzato tutti i problemi che ancora oggi appaiono di maggiore attualità: il rapporto con le regioni e con l'ordinamento comunitario; la qualificazione degli esecutori; la disciplina dei livelli di progettazione delle opere pubbliche. 
Da segnalare inoltre l'acceso dibattito sul cosiddetta legge Bassanini in garbata polemica con l'allora ministro della Funzione Pubblica svoltosi sulle pagine del Sole 24 ore, di cui Balli è stato collaboratore per quasi un decennio. Numerosi anche i contributi in lingua inglese, tedesca e spagnola su tematiche comunitarie a seguito di partecipazioni in qualità di membro direttivo dell'E.U.R.O.R.A.I. (European Organisation of Regional Audit Institution) ad eventi e giornate di studio specializzate all'estero (tra i più significativi a Valencia nel 1995 il “Seminar on public contracts in the European Union and Spain”; Siviglia nel 1993 la “Jornada de estudios sobre los sistemas de control externo regional; a Manchester nel 1992 presso l'Organizzazione Europea delle Istituzioni Regionali di Controllo Esterno delle Finanze Pubbliche sotto il patrocinio CEE; Francoforte nel 1995 al convegno annuale E.U.R.O.R.A.I., etc.). 
Libero professionista, iscritto al Foro di Bologna sin dagli inizi degli anni '70, ha partecipato alla pubblica amministrazione della Regione Emilia-Romagna nel ruolo di presidente del Comitato Regionale di Controllo (CORECO) e poi di presidente del Coordinamento Nazionale dei Comitati Regionali di Controllo. Interessato all'informatica giuridica, è stato collaboratore di uno dei più prestigiosi portali di diritto in lingua italiana, filodiritto.it, dove sono raccolti alcuni dei suoi testi più recenti. È stato uno dei fondatori di “Oasi”, società romana specializzata nella formazione e consulenza in ambito di diritto amministrativo.